# 杉野未奈
杉野 未奈（すぎの みな、1988年 - ）は、伝統木造、木質構造、耐震構造を専門とする日本の建築学研究者。京都大学助教を経て、2018年10月より京都大学准教授。
内閣府中部圏・近畿圏直下地震モデル検討会委員。

## 経歴
大阪府東大阪市生まれ、枚方市育ち。
京都教育大学付属高等学校を卒業後、京都大学工学部建築系学科に進学。大学卒業後は同大大学院工学研究科建築学専攻に進み、2013年3月に修士課程を修了、2015年3月には博士後期課程を修了した。同年4月より同大工学研究科 建築学専攻・助教に着任。

## 受賞歴
- 2016年度日本地震工学会論文奨励賞[3]
- 2018年日本建築学会奨励賞（2018年9月）[4]